# Olmeta-di-Tuda
Olmeta-di-Tuda (korziško Olmeta di Tuda) je naselje in občina v francoskem departmaju Haute-Corse regije - otoka Korzika. Leta 1999 je naselje imelo 291 prebivalcev.

## Geografija
Kraj leži v severnem delu otoka Korzike 20 km jugozahodno od središča Bastie.

## Uprava
Občina Olmeta-di-Tuda skupaj s sosednjimi občinami Barbaggio, Farinole, Oletta, Patrimonio, Poggio-d'Oletta, Saint-Florent in Vallecalle sestavlja kanton Conca-d'Oro s sedežem v Oletti. Kanton je sestavni del okrožja Calvi.
1. ↑  »Populations légales 2016«. Nacionalni inštitut za statistične in gospodarske raziskave. Pridobljeno 25. aprila 2019.